# Presse agricole en France
 (mai 2022).
- Si vous ne connaissez pas le sujet, laissez ce bandeau (vous pouvez alors contacter les auteurs).
- Si vous supprimez le contenu mis en cause (vous pouvez préalablement contacter les auteurs),

argumentez précisément cette suppression dans la page de discussion
(un manque de référence n'est pas un argument ; une recherche réelle de référence doit avoir été effectuée, être formellement documentée).
Cette page présente des titres de magazines agricoles.

## Groupe France Agricole

### Agrodistribution
Magazine bimestriel français agricole édité par le Groupe France Agricole et installé à Paris. Il s'adresse aux professionnels de l'approvisionnement, de la collecte et de la transformation. En 2013, la revue lance une lettre d'information Agrodistribution News et un nouveau site Internet.

### La France agricole
Magazine hebdomadaire, leader de la presse agricole, édité par le Groupe France Agricole et installé à Paris. Il fonctionne en bimédia avec un site internet  et une lettre d'information quotidienne : La France Agricole aujourd'hui. Une nouvelle version du site est sortie le 19 novembre 2015.

### La Toque Magazine
La Toque Magazine appartient à la presse professionnelle du Groupe France Agricole est un magazine indépendant créé en 1990, dédié aux artisans boulangers, pâtissiers, confiseurs, glaciers, snacks,. Elle participe comme exposant et remise de prix au SIRHA, Salon international de la restauration de l'hôtellerie et de l'alimentation, et s'est engagée auprès de Love Baguette pour le combat contre le sida.

### Le Lien horticole
Le Lien horticole est un magazine, devenu mensuel, qui s'adresse aux professionnels de l'horticulture et du paysage. Écrit en français, il est édité par le Groupe France Agricole installé à Paris. La rédaction du Lien Horticole se trouve à Montpellier.
Il édite un annuaire qui recense les horticulteurs ou un pépiniéristes, les gammes commerciales classée par familles (végétaux de pépinières, plantes d'extérieur, plantes d'intérieur, fleurs coupées), les fournisseurs et distributeurs. Les matériels, fournitures. 

### Le magazineL’Éleveur laitier
L’Éleveur laitier est un magazine mensuel français agricole édité par le Groupe France Agricole et installé à Paris. Il s'adresse aux professionnels de l'élevage bovin laitier. Le magazine gère l'observatoire du prix du lait.

### RIA
Revue de l'industrie alimentaire.

## Groupe Réussir
Le groupe Réussir propose 10 revues mensuelles d'information professionnelle spécialisée : grandes cultures, lait, bovins viande, vigne, porc, aviculture, pâtre, chèvre, fruits et légumes, machinisme. Il a lancé un nouveau titre en 2019 sur l'agriculture biologique Réussir bio qui a été supprimée. Il est partenaire aussi de 52 titres de presse agricole départementale sur 72 départements

## La presse agricole départementale
Il s'agit de journaux hebdomadaires d'information générale agricole diffusés dans une grande majorité des départements.

## L'APASEC
L'Agence de Presse Agricole du Sud Est Centre est un groupe basé à Lyon et créé en 1997 à l'initiative des sociétés d'édition départementales de cette zone. Elle apporte son expertise dans la rédaction des journaux.

## Le Journal du Fermier et du Métayer
Le Journal du Fermier et du Métayer, magazine national de la Section nationale des fermiers et métayers (SNFM), a été créé en 1949 par la FNSEA sous l'appellation originelle de Bulletin d'information du fermier et du métayer. Le journal prend son nom actuel en 1951. Il est en format complètement dématérialisé depuis 2020. Spécialisé dans les problématiques de fermage et de foncier agricole, il reprend également les sujets qui interrogent la SNFM ainsi que ses travaux. 

## Perspectives Agricoles
Perspectives Agricoles est un magazine mensuel de conseil agricole pour toutes les grandes cultures : céréales, maïs, oléoprotéagineux, pommes de terre, fourrages.

## Bourgogne aujourd'hui
Le magazine Bourgogne Aujourd'hui, magazine régional de Bourgogne situé à Beaune a été créé en décembre 1994 par Thierry Gaudillère et Christophe Tupinier. Spécialisé dans la catégorie des Vins/Œnologie/Alcools il décrit et parle du monde viticole bourguignon : viticulture, œnologie, événements régionaux ,. Ce magazine est tiré en moyenne à 25 000 exemplaires par parution, diffusé à 43% en France, 32% en Bourgogne et 25% à l'étranger.  
Imprimé à Baume-les-Dames, il publie 6 numéros par an, 3 suppléments et 1 hors-série. Les parutions sont également disponibles sous forme numérique depuis mai 2013.

## Semences et Progrès
Semences et Progès est une revue destinée principalement aux professionnels de la filière semence et à la distribution agricole. 
Elle traite plus particulièrement des sujets concernant les semences et l'agrofourniture. 
La revue a cessé sa publication.

## JA Mag'
JA Mag' est la revue du syndicat Jeunes Agriculteurs ex CNJA affillié à la FNSEA. Diffusée depuis 1949 elle s'adresse à tous les jeunes qui veulent s'installer ou déjà installés agriculteurs. Sa diffusion est devenue uniquement numérique

## Biofil
Biofil est la revue de l'agriculture biologique. C'est un bimestriel qui offre une information professionnelle pour les agriculteurs biologiques et les acteurs de la filière.

## La Voix Biolactée
La Voix Biolactée est une revue trimestrielle qui s'adresse aux éleveurs laitiers biologiques. Le gérant est le groupe Biolait coopérative d'éleveurs de vaches laitières en AB et premier ou deuxième collecteur de lait bio en France.

## Campagnes Solidaires
Campagnes Solidaires est le mensuel de la Confédération Paysanne le syndicat agricole opposé historiquement à la FNSEA et qui défend un modèle d'agriculture paysanne.

## Le Courrier de l'Environnement de l'INRA
Cette publication semestrielle distribuée gratuitement a cessé de paraître en 2016 mais elle est remplacée récemment par SESAME. Chaque numéro se présentait comme un recueil de réflexion reliant science, agriculture et société.

## Cahiers Agricultures
Cahiers Agricultures est une revue scientifique principalement francophone sur les agricultures dans le monde, leur évolution et leur place dans la société. Elle est publiée par le CIRAD l'organisme français de recherche agronomique et de coopération internationale pour le développement durable des régions tropicales et méditerranéennes.

## L'exploitant familial
L'exploitant familial est le journal mensuel du MODEF (Mouvement de Défense des Exploitants Familiaux) syndicat agricole créé en 1959.

## Transrural Initiatives
Transrural Initiatives (acronyme TRI) est une revue bimestrielle (anciennement bimensuelle puis mensuelle) d'information sur le monde rural depuis 1993, issue de la fusion de Trans rural express et Évolution agricole.
Elle est publiée par l'ADIR (Agence de Diffusion et d'Information Rurale) qui regroupe le réseau CIVAM, le MRJC, le réseau Relier, cap rural et le réseau CREFAD.

## Paysans et société
Paysans et société est un cahier bimestriel édité par le Centre d'études de formation et d'actions et à l'origine par l'IFOCAP, Institut de formation des cadres paysans.

## Pour
La revue Pour est éditée depuis 1967 par le GREP Groupe Ruralité Education et Politiques.